# Osas Okoro
Osadebamwen Moses Okoro, más conocido como Osas Okoro, (Enugu, 7 de septiembre de 1990) es un futbolista nigeriano que se desempeña en la posición de centrocampista. Actualmente juega en el club Enugu Rangers de la Liga Premier de Nigeria. Osas Okoro es hermano de los también futbolistas Stanley Okoro y Charles Okoro.

## Trayectoria
Okoro se inició como futbolista profesional en el club Bayelsa United en el año 2008. En el año 2010 pasó al Heartland y desde 2015 milita en el Enugu Rangers.

## Selección nacional

### Selección olímpica
Okoro formó parte de la plantilla de Nigeria en el Campeonato Africano Sub-23 de 2011 que se realizó en Marruecos. Este torneo otorgaba tres cupos de clasificación directa a los Juegos Olímpicos de Londres 2012 pero Nigeria no pudo obtener ninguno de ellos.

### Selección absoluta
El debut internacional de Osas Okoro con la selección mayor de Nigeria se produjo en un partido amistoso contra Sierra Leona jugado en noviembre de 2011, el partido culminó con victoria nigeriana por 2 goles a 1 y Okoro ingresó como sustituto en el segundo tiempo.
Pasaron cuatro años para que volviera a jugar con la selección, bajo la dirección técnica de Sunday Oliseh participó en los dos partidos de la serie que Nigeria jugó con Burkina Faso en la zona oeste B del torneo de Clasificación para el Campeonato Africano de Naciones de 2016.
Luego de lograr la clasificación también formó parte de la plantilla de 23 jugadores de Nigeria en el Campeonato Africano de Naciones de 2016 que se realizó en Ruanda. En este torneo anotó su primer gol internacional y participó en los tres partidos que disputó su selección.

### Goles internacionales
| # | Fecha               | Sede   | Rival | Marcador | Resultado | Competencia                             | Goles |
| - | ------------------- | ------ | ----- | -------- | --------- | --------------------------------------- | ----- |
| 1 | 18 de enero de 2016 | Kigali | Níger | 4 – 1    | Victoria  | Campeonato Africano de Naciones de 2016 |       |